# Yacouba Sylla
Yacouba Sylla (* 1906 in Nioro du Sahel; † 1988 in Gagnoa) war ein Prediger des Tidschānīya-Ordens in Französisch-Westafrika, der in den späten 1920er Jahren in Kaédi eine religiöse Aufstandsbewegung entfachte, die auch als Yacoubisme bezeichnet wird. Nach seiner Verbannung in die Elfenbeinküste baute Sylla mit seiner Anhängerschaft dort Ende der 1930er Jahre ein florierendes Wirtschaftsunternehmen auf und engagierte sich politisch. Von seinen Anhängern wird Yacouba Sylla auch „le patriarche“ genannt.

## Kontakt zu Hamahoullah
Sylla, der zu dem Volk der Soninke gehörte, wurde 1906 als Sohn von Sokona Sylla und dem Händler und Pflanzer Aoua Cissé aus Gagnoa geboren. Zu einem frühen Zeitpunkt schloss er sich Cheikh Hamahoullah an, der in den 1920er Jahren innerhalb des Tidschānīya-Ordens eine Reformbewegung gründete, die stark egalitaristisch ausgerichtet war. 1929 wurde er von Hamahoullah, den die Franzosen in Méderdra interniert hatten, zum muqaddam („Vorsteher“) ernannt und damit beauftragt, seine Lehre, die als Hamallismus bezeichnet wird, in der Sahelzone zu verbreiten. Bei dem Opferfest in Méderdra im Jahre 1929 soll ihm Hamahoullah mehrmals Bissen in den Mund geschoben haben, was die heutigen Anhänger von Yacouba Sylla als einen symbolischen Akt der Investitur durch Hamahoullah betrachten.

## Predigttätigkeit in Kaédi
Nach seinem Aufenthalt in Méderdra predigte Sylla zunächst in Kayes und dann in Kaédi. Die kleine Stadt Kaédi hatte um diese Zeit ungefähr 4000 Einwohner und war völlig von dem Tidschānīya-Orden beherrscht, der hier allerdings mit zwei Richtungen vertreten war. Während die in dem Stadtteil Touldé lebenden Tukulor der Lehre ʿUmar Talls folgten, waren die Soninke im Stadtteil Gattaga begeisterte Anhänger von Cheikh Hamahoullah. Ein ritueller Unterschied zwischen den beiden Gruppen bestand darin, dass die umaritischen Tidschānīs bei der sogenannten Wazīfa das ordenseigene Gebet Dschauharat al-kamāl zwölf Mal beteten, die hamallistischen Tidschānīs dagegen nur elf Mal. Entsprechend der Anzahl der Perlen ihrer Gebetskette waren die umaritischen Tidschānīs auch als „les douze grains“ („die zwölf Perlen“) und die Hamallisten als „les onze grains“ („die elf Perlen“) bekannt.
Sylla erlangte bei den Hamallisten in Gattaga schnell großen Einfluss, unter anderem deswegen, weil er im Rufe stand, Gedanken lesen zu können und bei der Ankunft fremder Besucher gleich über deren Identität, Alter und Lebenssituation bestens informiert zu sein. Außerdem predigte er über die Gleichheit von Mann und Frau und über die Wertlosigkeit von Schmuck. Er ließ Frauenkleidung aus halbdurchsichtigem Tüll verbrennen und goldene Halsketten verkaufen. Später organisierte er öffentliche Beichten für diejenigen, die außereheliche sexuelle Beziehungen eingegangen waren. Darüber hinaus sprach er sich öffentlich für eine Begrenzung des Brautpreises aus, der in den Jahren zuvor eine inflationäre Entwicklung erlebt hatte.
Insgesamt waren Frauen innerhalb der Anhängerschaft Yacouba Syllas in der Überzahl. Gemäß einer französischen Erhebung aus dem März 1930 gab es insgesamt 350 Anhänger, davon waren 225 Frauen. Auch frühere Sklaven waren in seiner Anhängerschaft stark vertreten.

## Inhaftierung und erste Verbannung
Nachdem es im Mai 1929 in Kaédi zu ersten Zusammenstößen zwischen seiner hamallistischen Anhängerschaft und den umaritischen Tidschānīs gekommen war, wurde Sylla am 31. August aus Kaédi in seine Heimatstadt Nioro ausgewiesen, wo er im Laufe des Septembers ankam.
Da Yacouba Sylla Frauen zu Dhikr-Zeremonien zuließ, beschuldigten ihn nicht-hamallistische Tidschānīs in Nioro, Orgien abzuhalten. Außerdem warfen sie ihm vor, aufrührerische Gesänge zu verbreiten. Man sagte ihm außerdem nach, die Unabhängigkeit des Kindes innerhalb der Familie und des Individuums innerhalb der Gesellschaft zu predigen. Am 18. Oktober 1929 wurde Sylla wegen Störung der öffentlichen Ordnung von einem Gericht in Nioro zu zwei Monaten Gefängnis und zweijähriger Verbannung verurteilt. Nachdem er seine Haftstrafe in Nioro verbüßt hatte, wurde er Mitte Dezember vom Gouverneur von Französisch-Sudan nach Koutiala überstellt, wo er die Zeit seiner Verbannung zusammen mit seinem Bruder Fodié Sylla in einem französischen Internierungslager verbringen sollte.
Trotz der Abwesenheit der beiden Sylla-Brüder kam es in Kaédi ab Dezember 1929 immer wieder zu Kämpfen zwischen den „Onze Grains“, von denen mehrere hundert neu in die Stadt geströmt waren, und den „Douze Grains“. Da die französischen Kolonialbehörden meist Partei für letztere ergriffen, versammelten sich am 15. Februar 1930 zahlreiche Anhänger von Yacouba Sylla in Kaédi, um ihrem Protest gegen diese Haltung der Franzosen Ausdruck zu verleihen. Französische Gardes de Cercle schossen in die protestierende Menge und töteten dabei mehr als 30 von Syllas Anhängern. Yacouba Sylla, der für die Proteste verantwortlich gemacht wurde, wurde am 27. Februar 1930 auf Befehl des Gouverneurs von Französisch-Sudan, Henri Terrasson de Fougères, für acht Jahre nach Sassandra in der Elfenbeinküste verbannt.
Obwohl auch zahlreiche von Syllas Anhängern inhaftiert bzw. verbannt wurden, dauerten die Unruhen in Kaédi noch weiter an. 1933 proklamierte sich Fodié Sylla, der Bruder Yacoubas, zum Mahdi. Nachdem er den Sitz der französischen Kolonialbehörden angegriffen hatte, wurde er für mehrere Jahre in Kidal inhaftiert.

## Wirken in der Elfenbeinküste

### Zwangsaufenthalt in Sassandra
In Sassandra, wo er seine achtjährige Internierungsstrafe verbüßte, begann Sylla schon nach kurzer Zeit, Holzkohle zu produzieren, die er den Europäern verkaufte. Einige Zeit später arbeitete er als Bäcker. Im Laufe der Zeit folgten ihm immer mehr seiner Anhänger aus Kaédi und Nioro sowie den verschiedenen Orten, an denen sie interniert worden waren, in die Elfenbeinküste nach, so dass hier eine neue Gemeinschaft von 250 Personen entstand, die ihr Vermögen zusammenlegten und öffentliche Beichtzeremonien abhielten. Mit ihrer Hilfe erwarb Sylla 1932/33 ein erstes Grundstück von 135 Hektar in Kokolopozo (Dioulabougou) in 135 Kilometern Entfernung von Gagnoa. Dort ließ er seine Anhänger Kaffee, Kakao und Palmöl anbauen. 1936 erwarb Sylla 20 Kilometer nördlich von Sassandra eine zweite Kakao- und Bananenplantage, die er ebenfalls von seinen Anhängern bebauen ließ.

### Als Marabout und Unternehmer in Gagnoa
Nachdem seine Internierungsstrafe am 28. Februar 1938 aufgehoben worden war, erwarb Sylla 1939 in Gagnoa noch ein drittes Grundstück, auf dem er Zitronen, Kaffee und Kakao anbaute. Er errichtete hier ein Haus und verlegte seinen Hauptwohnsitz hierhin. Eine vierte Plantage eröffnete er in Daloa. 1939 war er bereits so wohlhabend, dass er seinem Scheich Hamahoullah einen Ford Mercury schenken konnte.
Bald drang Sylla mit seinen Anhängern auch in andere Wirtschaftsbereiche vor. So erwarb er bis 1943 sieben LKWs, mit denen er sich als Speditionsunternehmer zwischen den beiden Städten Gagnoa und Abidjan betätigte. 1947 erwarb er zwei Baugrundstücke. Auf dem einen in Sassandra errichtete er einen Wohnkomplex mit Gebetszentrum (zāwiya), auf dem anderen in Gagnoa eine Kaffeerösterei. 1949 eröffnete Sylla eine Anzahl von Fleischereien, Bäckereien und Kinos. Zusammen mit anderen afrikanischen Händlern machte er den libanesisch-syrischen Händlern und den europäischen Handelshäusern wie der Compagnie française de l'Afrique occidentale Konkurrenz. Noch im selben Jahr 1949 gründete Sylla eine Zweigniederlassung seines Unternehmens an seinem früheren Wirkungsort Kaédi, die vor allem den Zweck hatte, Anhänger aus Mauretanien in sein Wirtschaftsnetzwerk zu integrieren. Auf lokaler Ebene machte er sich dadurch verdient, dass er zwischen 1946 und 1958 die Elektrifizierung der Stadt Gagnoa finanzierte.
Aufgrund seines wirtschaftlichen Erfolgs und seines Ansehens als religiöser Führer und Marabout wurde Sylla ab 1942 auch in die politischen Aktivitäten seiner neuen Heimat hineingezogen. So machte er die Bekanntschaft des jungen Politikers Félix Houphouët-Boigny, zu dem er eine enge Freundschaft entwickelte. Mit Syllas Unterstützung kandidierte Houphouët-Boigny 1946 bei den Wahlen für die verfassungsgebende Versammlung. Auch setzte sich Sylla aktiv für die Einführung von Félix Houphouët-Boignys Rassemblement Démocratique Africain (RDA) in Gagnoa ein. In der anti-französischen Atmosphäre der 1940er und 1950er Jahre genoss Sylla mit seiner Vergangenheit als religiöser Führer, der mit Kolonialmacht in Konflikt gestanden hatte, bei den Muslimen hohes Ansehen. Gleichzeitig trug er mit seinen Anhängern bei Konflikten mit der französischen Kolonialverwaltung zur Deeskalation bei, so dass diese seine Rolle positiver einschätzte. Nachdem 1960 die Elfenbeinküste die Unabhängigkeit erlangt hatte und Félix Houphouët-Boigny zum ersten Präsidenten geworden war, unterstützen Yacouba Syllas Anhänger sein Regime, während sie selbst durch ihn Patronage erfuhren. Den nicht-muslimischen Bété, die der RDA ablehnend gegenüberstanden, galt Sylla dagegen als fremder Eindringling. 1955 überfiel eine Gruppe von jungen Bété-Männern seinen Plantagenkomplex in Dioulabougou, um ihn zu zerstören. 1949 eröffnete Sylla eine Anzahl von Fleischereien, Bäckereien und Kinos.
In der Zeit nach 1938 spielten religiöse Lehren eine eher untergeordnete Rolle in Yacouba Syllas Aktivitäten. Gleichwohl wurde er von seinen Anhängern weiter als ein Heiliger und Sufi verehrt. Er stand in dem Ruf, nicht nur Gedanken lesen, sondern auch in die Vergangenheit schauen zu können. Bis 1975 führte er regelmäßige Visitationsbesuche bei den Gemeindehäusern seiner Gemeinschaft in den verschiedenen Städten der Elfenbeinküste durch, danach wurde er durch eine Lähmung daran gehindert. Bevor der „Patriarch“ im Jahre 1988 verstarb, designierte er seinen ältesten Sohn Cheikna Sylla als Nachfolger. Er gründete 1998 in Abidjan die Fondation Cheick Yacouba Sylla, die die Lehre und Erziehung entsprechend den Lehren des Islams, die Pflege des Erbes von Ahmad at-Tidschānī, Scheich Hamahoullah und Yacouba Sylla, den Bau von Zāwiyas, die Popularisierung von sufischen Versammlungen, die Förderung der Berufsausbildung junger Muslime sowie den interreligiösen Dialog zu ihren Hauptaufgaben zählt. Yacouba Syllas Grab in Gagnoa ist Zielpunkt einer jährlichen Wallfahrt seiner Anhänger.